# Леонов, Борис Васильевич
Бори́с Васи́льевич Лео́нов (30 января 1933, Красный Луч, Луганская область, УССР, СССР—2 мая 2003, Москва, Россия) — советский и российский эмбриолог.

## Биография
Родился 30 января 1933 года в городе Красный Луч Луганской области УССР СССР.
В 1957 году окончил Ярославский медицинский институт.
С 1965 года работал в Научном центре акушерства, гинекологии и перинатологии имени академика В. И. Кулакова Академии медицинских наук СССР. С 1972 года — заведующий лабораторией клинической эмбриологией, с 1987 года — профессор.
Скончался 2 мая 2003 года в Москве. Похоронен на Хованском кладбище (участок 268а).

## Работа
Большинство трудов Леонова посвящены теоретическим и практическим аспектам эмбриологии, в том числе лечению бесплодия путём применения вспомогательных репродуктивных технологий. Первым в СССР осуществил экстракорпоральное оплодотворение, культивирование и перенос дробящихся эмбрионов в полость матки при абсолютном трубном бесплодии.